# Одон Клюнийский
Одо́н Клюнийский, также О́до Клюнийский (лат. Odo Cluniacensis, фр. Odon de Cluny; около 878 — 18 ноября 942) — католический святой, бенедиктинец, второй аббат Клюни (с 927 года), инициатор клюнийской реформы западного монашества.

## Биография
Одон был сыном феодала Деоля (Ле-Ман) и получил начальное образование при дворе герцога Аквитании Гийома Благочестивого; затем обучался в Париже у Ремигия Осерского. Около 909 года он стал монахом, со временем поднявшись до главы монастырской школы в Боме, чей аббат Бернон в 910 году стал основателем клюнийского аббатства. Одон последовал за Берноном в Клюни, где занимался его библиотекой; после смерти последнего в 927 году он унаследовал его пост.
Получив полномочия от папы римского Иоанна XI в 931 году, Одон реформировал монастыри в Аквитании, северной Франции и Италии. Папская привилегия позволила ему объединить ряд аббатств под своим начальством, что положило начало Клюнийской конгрегации. Большое число реформированных монастырей, тем не менее, осталось независимыми, и ряд из них стал центрами реформы. Одон заслужил большую славу своей клюнийской реформой, которая стала моделью монашеского общежития более чем на век, изменив роль благочестия в повседневной жизни Европы.
Между 936 и 942 годами он посетил несколько раз Италию, основав в Риме монастырь девы Марии на Авентине и реформировав ряд монастырей, в том числе Монтекассино. Ему доверяли политические миссии, например, мир между Гуго Арльским и Альбериком II Сполетским.
Его сочинения включают:
- биография святого Жеро Орильякского
- Collationes  в 3-х книгах (эссе)
- молитвы
- Occupatio — эпическая поэма об Искуплении

Одону приписывают 3 гимна и 12 антифонов в честь св. Мартина Турского (сочинял ли Одон только стихи, либо также и музыку, неизвестно). Кроме того, в старину ему приписывали ряд музыкально-теоретических трактатов, которые современная медиевистика считает анонимными. Ряд средневековых тонариев (обиходных певческих книг для литургической практики монахов), в разное время приписывавшихся Одону, также ему не принадлежит.